# Comuna Rubanîi Mist, Novomîrhorod
Rubanîi Mist (în ucraineană Рубаний Міст) este o comună în raionul Novomîrhorod, regiunea Kirovohrad, Ucraina, formată din satele Rubanîi Mist (reședința), Șcerbativka și Troianove.

## Demografie
Componența lingvistică a comunei Rubanîi Mist
     Ucraineană (98,01%)
     Rusă (1,42%)
     Alte limbi (0,43%)
Conform recensământului din 2001, majoritatea populației comunei Rubanîi Mist era vorbitoare de ucraineană (98,01%), existând în minoritate și vorbitori de rusă (1,42%).